# Leptosiaphos ianthinoxantha
Espèce
Synonymes
- Panaspis ianthinoxantha Böhme, 1975

Leptosiaphos ianthinoxantha est une espèce de sauriens de la famille des Scincidae.

## Répartition
Cette espèce est endémique du Cameroun. On la trouve notamment dans la réserve forestière de Bafut Ngemba.

## Publication originale
- Böhme, 1975 : Zur Herpetofaunistik Kameruns, mit Beschreibung einens neuen Scinciden. Bonner Zoologische Beiträge, vol. 26, p. 2-48 (texte intégral).